# 에른스트 크레네크

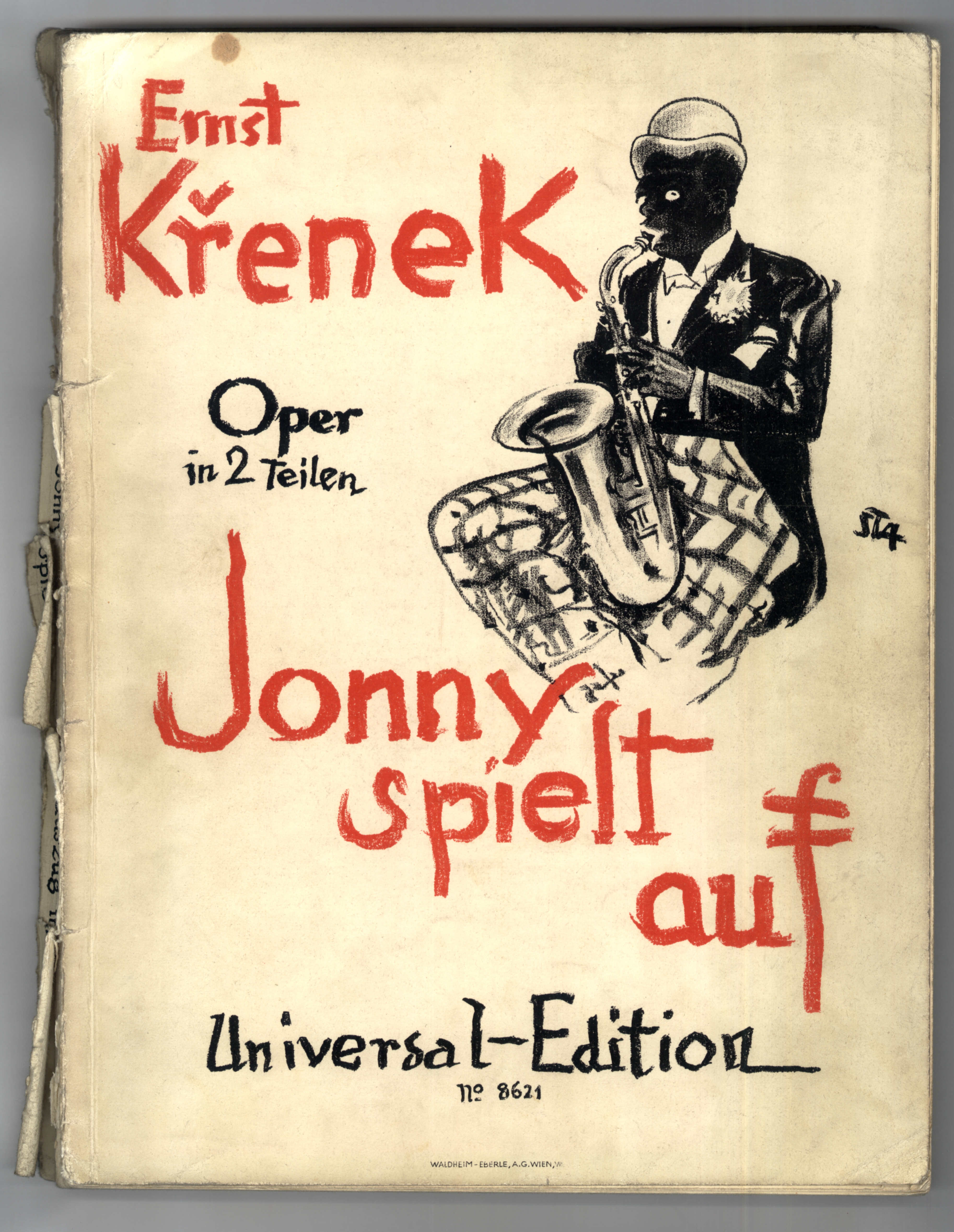

에른스트 크레네크(Ernst Krenek, 1900년 8월 23일 - 1991년 12월 22일)는 오스트리아의 작곡가이다.
12음기법으로 작곡하는 현대 오스트리아의 작곡가이다. 프란츠 슈레커의 영향을 받아 작곡된 초기의 작품은 후기 낭만주의 음악적 작풍이 엿보이지만, 그 후 파울 힌데미트나 버르토크 벨러의 영향을 받아 작풍은 일변하고, 선적(線的) 대위법에 의한 신즉물주의 음악을 작곡하기 시작하였다. 이 무렵에 작곡된 교향곡은 무조적이며, 1923년의 희가극 <그늘 위를 난다>에는 재즈의 경향이 보인다. 1925년부터 2년간 카셀의 국립극장 고문으로 있었고, 여기에서 가극 <오르페우스와 에우리디케>를 초연하였으며, 또 1926년에는 라이프치히에서 재즈가극 <조니는 연주하기 시작한다>를 초연하여 성공을 거두었다. 그 후 작풍은 신 낭만파풍으로 되고, 1929년에는 가곡집 <오스트리아 알프스의 일기>를 작곡하였다. 또다시 아르놀트 쇤베르크의 12음기법에 흥미를 보이고, 가극 <카를 5세>를 발표하였다. 1933년경 나치스의 압박을 피하여 미국으로 이주, 오페라·교향곡 등을 작곡하였다. 가극 <조니는 연주하기 시작한다>, <팔라스 아테네는 운다>가 유명하다.